# Чарли Чан в Париже
«Чарли Чан в Париже» (англ. Charlie Chan in Paris) — детективный фильм режиссёров Льюиса Сейлера и Хэмилтона Макфэддена, который вышел на экраны в 1935 году. Макфэдден поставил лишь несколько первых сцен, после чего режиссуру взял на себя Сейлер.
Это седьмой фильм студии Fox Film Corporation с Уорнером Оулендом в роли гавайского полицейского детектива Чарли Чана. В этой картине Чан прибывает из Лондона в Париж, чтобы расследовать крупное мошенничество с поддельными облигациями в банке «Ламартин». По ходу расследования он сталкивается с убийствами, угрозами и шантажом, в итоге раскрывая преступную группу в составе трёх человек, включая художника и двух сотрудников банка, которые изготавливали и продавали поддельные облигации.
Это первый фильм цикла, в котором появляется Кей Люк в роли «сына номер один».
Фильм долгое время считался пропавшим, и был обнаружен лишь в 1970-е годы.
Современные критики единодушно дают фильму высокую оценку за увлекательный остроумный сюжет, саспенс и атмосферу, а также интересную операторскую работу.

## Сюжет
Раскрыв крупное дело в Лондоне, детектив из Гонолулу Чарли Чан (Уоренр Оулэнд) прилетает в Париж, якобы намереваясь провести там отпуск. После того, как он отправляет свой багаж в отель «Мазарин», бедно одетый мужчина в тёмных очках и на костылях подходит к нему и просит немного мелочи. Чан даёт ему несколько монет, после чего полицейский выводит мужчину. Из здания аэропорта Чан звонит своей помощнице Нарди (Дороти Эпплби), танцовщице из клуба Café du Singe Bleu, которая обещает встретиться с ним после своего вечернего выступления, чтобы передать некую важную информацию. В аэропорту Чан садится в такси, куда кто-то бросает записку с угрозой и требованием завтра же покинуть Францию. Чан тем не менее направляется к Виктору Декарту (Томас Бек), сыну своего друга, занимающего должность члена совета директоров банка «Ламартин». Виктор очень тепло принимает Чана, обещая помочь ему с открытием счёта. Виктор, который работает менеджером в операционном зале, поясняет, что его отец считает, что он должен начать карьеру с самых низов и постепенно дорасти до руководящих должностей.
В этот момент приходят друзья Виктора — его невеста, дочь президента банка Иветт Ламартин (Мэри Брайан), подвыпивший художник Макс Кордэй (Эрик Роудс) и Рене Жаккард (Рут Питерсон). Весёлый выпивший Макс шутит над китайским акцентом Чана, а затем быстро набрасывает его портрет. Выпив по бокалу шампанского, вся группа направляется вместе с Чаном в кафе, где Нарди работает танцовщицей. Когда Макс выходит из такси, он натыкается на недовольного мужчину на костылях и в тёмных очках, который ругает его. Макс даёт ему на выпивку, и тот уходит. В клубе Нарди выступает с зажигательным акробатическим танцем, в конце которого партнёр выбрасывает её через бутафорское окно со сцены. Когда она падает в соседней комнате на подушки, спрятавшийся человек на костылях бросает в неё нож. Раздаётся крик, на который сбегаются гости клуба. Пробившись сквозь толпу, Чан подходит к Нарди, которая успевает перед смертью шепнуть ему, чтобы он поискал что-то в её квартире.
Тайно проникнув в квартиру Нарди, Чан находит в часах с кукушкой записную книжку Нарди, из которой следует, что сотрудник банка «Ламартин» Альберт Дюфрен (Джон Мильян) тратит на азартные игры больше, чем зарабатывает в банке. Когда детектив выходит из дома Нарди, человек в очках сбрасывает на него с крыши цементный блок, который едва не убивает Чана. Добравшись до своего гостиничного номера, Чан с удивлением и радостью видит своего сына Ли (Кей Люк), который неожиданно приехал после деловой поездки в Рим, чтобы посмотреть Париж вместе с отцом. Чан рассказывает Ли о покушении и о том, что он на самом деле прибыл, чтобы расследовать дело лондонского банковского дома, а затем сообщает, что сегодня вечером была убита его коллега Нарди.
На следующий день Иветт заезжает за деньгами в банк «Ламартин» к своему отцу (Генри Колкер), который даёт ей 1000 франков. В этот момент в кабинет заходит Дюфрен, помощник мсье Ламартина, которого с Иветт когда-то связывали близкие отношение до того, как она стала встречаться с Виктором. Пригласив Иветт для конфиденциального разговора, Альберт напоминает ей о её любовных письмах к нему, угрожая, что может показать их Виктору. Когда Иветт просит уничтожить их, Альберт заявляет, что готов отдать их ей лично в своей квартире. Тем временем, оставив Ли у дверей банка, Чан проходит в операционный зал, встречая выходящую разозлённую Иветт, которая быстро удаляется. В зале Чан становится свидетелем того, как человек в тёмных очках и на костылях, которого называют мсье Ксавье, устраивает скандал, грубо оскорбляя банковского сотрудника. По указанию офис-менеджера Анри Латуша (Мюррей Киннелл) охранник выводит скандалиста из здания. Виктор знакомит Чана с Латушем, который извиняется за инцидент с Марселем Ксавье, несчастным калекой, который был контужен на войне. Латуш проводит Чана в кабинет Ламартина, который представляет ему своего помощника Дюфрена. После ухода Латуша Чан говорит своим собеседникам, что его направили британские клиенты банка, чтобы расследовать мошенничество с банковскими облигациями. В качестве подтверждения Чан демонстрирует привезённые с собой образцы фальшивых банковских облигаций. Эта новость пугает Ламартина, так как, если о мошенничестве станет известно, серьёзно пострадает и сам банк, и его клиенты. По этой причине Чан предлагает провести тайное расследование, не вовлекая в это дело даже полицию. Выйдя из банка, Чан поручает Ли проследить за Дюфреном, который куда-то стремительно направился.
Вечером, когда Виктор пытается поговорить с Иветт о предстоящем свадебном путешествии, он замечает, что она его совершенно не слушает, а затем просит отпустить её домой выспаться. Расставшись с Виктором, Иветт немедленно направляется домой к Альберту, который пакует чемоданы. Дюфрену кто-то звонит по телефону, и тот сообщает, что хранит два миллиона франков в своём сейфе в банке, но не может их передать, так как мешает китайский детектив. Тогда собеседник спрашивает, почему Дюфрен неожиданно решил улететь в Швейцарию среди ночи. Тот отвечает, что сейчас надо на время затаиться, однако собеседник ему не верит и бросает трубку. К дому Дюфрена подъезжает Иветт, за которой следит Ли. Пока Дюфрен принимает Иветт, кто-то роется в его чемодане, обнаруживая там спрятанные ценные бумаги. Когда Дюфрен возвращает Иветт её письма, кто-то приоткрывает дверь и убивает Дюфрена из револьвера, что слышит Ли. На крик Иветт сбегаются жильцы дома, которые видят, как Иветт с письмами в руках подбирает револьвер, а затем, угрожая собравшимся, пытается покинуть квартиру. В этот момент сзади подходит жандарм, который выбивает у неё из рук оружие. Ли видит, как перед домом человек на костылях садится в подъехавший автомобиль и уезжает. Ли решает проследить за этой машиной.
Тем временем в ресторане Чан ужинает с инспектором парижской полиции Ренаром (Майнор Уотсон), который сообщает, что в последнее время Нарди видели в компании богатейших людей города. Инспектор считает, что убийство Нарди совершила одна из жён или подруг этих богатых людей. Когда Ренару сообщают из участка, что в своём доме только что убит Дюфрен, он сразу же связывает это убийство с убийством Нарди, предполагая, что это дело рук одного человека — Иветт, которая убила обоих из ревности. Чан однако отвечает, что Иветт не могла убить Нарди, так как в этот момент находилась за одним столиком с ним. Сообщив, что Иветт взяли на месте преступления практически с поличным, Ренар приглашает Чана проехать на место преступления, чтобы поговорить с ней. Пока в гостиной Ренар допрашивает Иветт и у неё берут отпечатки пальцев, Чан осматривает спальню, обнаруживая на полу кусочек сломанной банковской сургучной печати. Вскоре к Дюфрену приезжают Макс и Рене, которым Ренар сообщает об убийстве, а затем допрашивает их. Пока Чан остаётся наедине с Иветт, она признаётся, что приехала к Дюфрену за письмами, и незаметно передаёт их Чану. Ренар отпускает Макса и Рене, и в этот момент в квартире появляется Латуш. Подъехав к дому Дюфрена, Ли видит, как Макс и Рене садятся в автомобиль и уезжают, записывая номер их автомобиля. Когда Ренар даёт указание арестовать Иветт, Чан показывает ему на балконе поломанные цветы, заявляя, что смял их тот, кто проник в квартиру через балкон. Спустившись во двор, Чан обнаруживает следы, ведущие от балкона Дюфрена, после чего замечает машину Ли и подходит к нему.
Пока они едут в гостиницу, Ли рассказывает, что сразу после выстрелов видел человека на костылях, который утром был в банке. Ли рассказывает, что этот человек отъехал от дома на такси, но вскоре пересел в лимузин. Ли успел записать номер машины, после чего та прибавила скорость и скрылась. И когда Ли вернулся к дому Дюфрена, то увидел, что перед домом стоит тот же самый лимузин, в который вскоре сели джентльмен с молодой дамой. По их описанию Чан понимает, что это были Макс и Рене. Чан приезжает домой к Максу, заявляя ему, что убийцей Дюфрена является не Иветт, а солдат-инвалид Марсель Ксавье, который уехал от дома Альберта на такси. Затем Ксавье пересел в автомобиль Макса, может быть, чтобы снять с себя маскировку, после чего он вышел из машины в своём обычном облике. Макс напоминает Чану, что он не может быть Ксавье, так как вчера вечером Ксавье наткнулся на него перед входом в кафе.
После ухода Чана Макс складывает облигации в сумку и быстро уходит, не подозревая, что в дверях его поджидают Чан и Ли. Угрожая пистолетом, Чан просит Макса вернуться в квартиру, где изучает облигации, определяя, что найденный им кусочек сургучной печати совпадает с тем, который отломился от запечатанной облигации. Чан заявляет, что Макс убил Дюфрена, однако не он убил Нарди, так как в тот момент он находился рядом с Чаном. Соответственно, предстоит найти ещё и убийцу Нарди. Оставив Ли охранять Макса, Чан приезжает в банк «Ламартин», где просит Латуша дать ему адрес Марселя Ксавье на том основании, что вчера в банке он угрожал человеку, который обнаружен убитым. Когда с выписанным Латушем адресом Чан выходит из банка, его окликает подъехавший Виктор. Он убеждён, что Иветт никого не убивала и умоляет Чана помочь ей. По просьбе Чана Виктор везёт его по домашнему адресу Ксавье. В квартире Макса раздаётся телефонный звонок, и снявшему трубку Ли, полагая, что говорит с Максом, звонящий сообщает, что Чан едет к Ксавье.
В бедном квартале Чан и Виктор спускаются на цокольный этаж к квартире Ксавье, и Чан вскрывает входную дверь. В квартире они обнаруживают потайную дверь, ведущую в подземную канализацию. Тем временем человек на костылях спускается к своей квартире, отставляет костыли и бодро подбегает к двери. Достав револьвер, он входит внутрь помещения. По канализационному туннелю Чан и Виктор доходят до тайной комнаты с печатным и гравировальным оборудованием и большим количеством качественно отпечатанных поддельных облигаций. Чан находит список фальшивых облигаций, на обратной стороне которого он видит рисунок Макса, который тот вчера вечером сделал в клубе. В этот момент они слышат, как кто-то крадётся по туннелю, достают оружие и гасят свет. Входит Ксавье с пистолетом, и увидев, включённый фонарь, начинает стрелять. Когда он включает свет, Виктор подходит к нему сзади и требует бросить оружие. Разоружив Ксавье, Виктор видит, как поднимается Чан, который укрепил свой фонарь на метле, чтобы обмануть Ксавье. Чан надевает на него наручники, после чего появляются Ренар и Ли. Ренар говорит, что сейчас подтянет подкрепление, чтобы схватить Ксавье. Чан однако заявляет, что нет никакого Марселя Ксавье. Он выводит задержанного «Ксавье» из тени, после чего снимает с него перчатки, очки, маску и парик, и оказывается, что это Латуш. Чан объясняет, что план подделки облигаций разработали два очень умных преступника — Макс Кордэй и Латуш. Для маскировки своих действий они создали вымышленного человека — Марселя Ксавье, попеременно приобретая его образ. Когда Кордэй — это Кордэй, то Латуш это Ксавье, когда Латуш — это Латуш, то Кордэй — это Ксавье. Это давало обоим преступникам идеальное алиби. Чан говорит, что нашёл разгадку благодаря почерку Латуша, который написал Чану адрес этого места, и этой же рукой был составлен список номеров облигаций. В кафе Кордэй был с Чаном за одним столом в то время, когда Латуш убил Нарди. На следующий день, зная, что Чан придёт в банк, уже Кордэй предстал там в образе Ксавье, устроив скандал. Дюфрен же был сообщником Латуша и Кордэя, который попытался их обмануть. Сегодня вечером, когда Дюфрен решил сбежать с деньгами, полученными от продажи фальшивых облигаций, Кордэй приехал к нему домой под видом Ксавье и убил его, а затем снял свою маскировку в автомобиле. После того, как Латуша уводят, Чан просит Ренара освободить Иветт, которая, как он говорит, по его заданию пришла добыть важную информацию у Дефрена. Пообещав сделать это, Ренар предлагает обсудить остальные подробности дела за чашечной кофе.

## В ролях
- Уорнер Оулэнд — Чарли Чан
- Мэри Брайан — Иветт Лямартин
- Томас Бек — Виктор Декарт
- Джон Мильян — Альбер Дюфрен
- Эрик Роудс — Макс Кордэй
- Мюррей Киннелл — Анри Лятуш
- Кей Люк — Ли Чан, сын номер один
- Генри Колкер — Поль Ламартин
- Дороти Эпплби — Нарди
- Джон Куолен — консьерж
- Майнор Уотсон — Ренар

## Создатели фильма и исполнители главных ролей
Режиссёр Льюис Сейлер за период с 1924 по 1958 год поставил 67 фильмов, среди которых «Король преступного мира» (1939), «Преступление тебе с рук не сойдёт» (1939), «Это всё правда» (1940) и «Крутой парень» (1942), все четыре — с Хамфри Богартом, «Питтсбург» (1942) с Марлен Дитрих и «Дневник Гуадалканала» (1943).
Актёр шведского происхождения Уорнер Оулэнд снимался в кино с 1912 по 1937 год. Более всего он известен по роли китайского детектива Чарли Чана, которую он сыграл в 17 фильмах на протяжении 1931—1937 годов. Среди других его заметных фильмов — «Певец джаза» (1927), «Обесчещенная» (1931), «Шанхайский экспресс» (1932) и «Лондонский оборотень» (1935).
Томас Бек снимался в кино с 1934 по 1939 год, появившись за это время в 28 фильмах, среди которых четыре фильма о Чарли Чане, два фильма о Мистере Мото, а также «Хейли» (1937) с Ширли Темпл, «Седьмое небо» (1937) с Джеймсом Стюартом и «Тринадцатый стул» (1937) с Мэй Уитти.
Мэри Брайан известна по фильмам «Вирджинец» (1929) с Гэри Купером, «Первая полоса» (1931) с Адольфом Менжу, «Тяжело управлять» (1933) с Джеймсом Кэгни, «Человек на летающей трапеции» (1935) с У. К. Филдсом и «Удивительные приключения» (1936) с Кэри Грантом. Всего за период с 1924 по 1947 год она сыграла в 77 фильмах, после чего с 1951 по 1954 год работала на телевидении, где, в частности, сыграла одну из главных ролей в сериале «Знакомьтесь с Корлисс Арчер» (1954, 39 эпизодов).
Это первый фильм, в котором Кей Люк сыграл роль Ли Чана, «сына номер один» детектива Чарли Чана. Впоследствии он сыграет эту роль ещё в семи фильмах.

## История создания фильма
Это седьмой фильм производства кинокорпорации Fox Film Corporation с Уорнером Оулэндом в роли Чарли Чана.
По информации Daily Variety, изначальный режиссёр Хэмилтон Макфэдден был освобождён от своих обязанностей после недели работы над фильмом. Его имя не указано в титрах фильма, также как и имя Дэна Кларка, который был оператором в начале съёмок.
Фильм находился в производстве с 12 ноября до середины декабря 1934 года и вышел в прокат 25 января 1935 года
Долгое время фильм считался утраченным, пока в 1970-е годы его копию не обнаружили в Чехословакии. После проката в некоторых кинотеатрах США в 1978 году он впервые был показан по телевидению.

## Оценка фильма критикой
Как пишет современный историк кино Деннис Шварц, «история в этой картине разворачивается как обычный детектив цикла о Чарли Чане. Это крепкий остросюжетный фильм с погоней по парижской канализации. Он также показал туристические виды Парижа, которые в действительности были задником в съёмочном павильоне». По мнению киноведа Дерека Уиннерта, «это занимательная, но очень уж невероятная история, которая так же неправдоподобна, как атмосфера Парижа и американский акцент французских персонажей». Рецензент журнала TV Guide полагает, что «хорошо выдержанный саспенс и остроумный сюжет картины понравятся поклонникам детективов о Чане».
Как пишет историк кино Джонатан Льюис, это «в высшей степени смотрибельный и в целом занимательный фильм из серии про Чарли Чана». Критик далее пишет: «Снятый с нескольких уникальных ракурсов в атмосферной обстановке, этот фильм — один из лучших фильмов о Чане». По сравнению с другими фильмами цикла «он немного более тёмный и мрачный, как тематически, так и визуально. В этом фильме у Чана даже есть пистолет, и он не боится направлять его на подозреваемых». Как резюмирует критик, этот фильм «относится к числу лучших криминальных фильмов середины 1930-х годов. Правда, в истории не так уж много глубины, и сюжет действительно становится немного запутанным. Но если вам нравится Чан Оуленда, просто расслабьтесь и принимайте всё таким, какое оно есть».